# Quần đảo Line

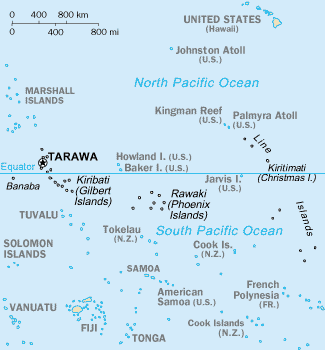

Quần đảo Line, quần đảo Teraina hay quần đảo Equatorial, là một chuỗi 11 rạn san hô vòng và đảo san hô thấp tại trung tâm Thái Bình Dương, phía nam của quần đảo Hawaii, trải dài 2.350 km theo hướng tây bắc-đông nam, khiến nó trở thành một trong những chuỗi đảo dài nhất trên thế giới. Tám hòn đảo trong đó thuộc về Kiribati, trong khi ba đảo còn lại là lãnh thổ Hoa Kỳ và là một trong Các tiểu đảo xa của Hoa Kỳ.
Những đảo thuộc về Kiribati có múi giờ sớm nhất thế giới, UTC+14:00. Thời gian trong ngày tại đây tương đương với Hawaiʻi, song là sớm hơn một ngày. Giờ của chúng thậm chí còn nhanh hơn 26 giờ so với các đảo khác tại Thái Bình Dương như đảo Baker, là đảo sử dụng múi giờ UTC-12:00.
Hoa Kỳ trước đó tuyên bố chủ quyền đối với toàn bộ quần đảo Line theo Đạo luật đảo phân chim. Yêu cầu chủ quyền này đã bị từ bỏ theo Hiệp ước Tarawa, trong đó công nhận chủ quyền của với phần lớn chuỗi đảo.
Nhóm đảo về mặt địa lý được chia thành ba phân nhóm; Bắc, Trung và Nam. Quần đảo Trung Line đôi khi được nhóm lại với quần đảo Nam Line. Bảng dưới đây liệt kê các đảo từ bắc xuống nam.
| Rạn san hô vòng/Đảo/Đá ngầm | Diện tích đảo km² | Phá km² | Dân số | Tọa độ                              | Tình trạng                                 |
| --------------------------- | ----------------- | ------- | ------ | ----------------------------------- | ------------------------------------------ |
| Quần đảo Bắc Line           |                   |         |        |                                     |                                            |
| Rạn san hô Kingman          | 0,03              | 60      | 0      | 6°24′B 162°24′T / 6,4°B 162,4°T     | lãnh thổ chưa hợp nhất của Hoa Kỳ          |
| Palmyra                     | 6,56              | 15      | ~4     | 5°52′B 162°6′T / 5,867°B 162,1°T    | lãnh thổ chưa hợp nhất của Hoa Kỳ          |
| Teraina (Đảo Washington)    | 14,2              | 2*      | 1.155  | 4°43′B 160°24′T / 4,717°B 160,4°T   | một phần của Kiribati                      |
| Tabuaeran (Đảo Fanning)     | 33,7              | 110     | 2.539  | 3°52′B 159°22′T / 3,867°B 159,367°T | một phần của Kiribati                      |
| Kiritimati (Đảo Christmas)  | k.322             | k.320   | 5.115  | 1°53′B 157°24′T / 1,883°B 157,4°T   | một phần của Kiribati                      |
| Quần đảo Trung Line         |                   |         |        |                                     |                                            |
| Đảo Jarvis                  | 4,45              | -       | 0      | 0°22′N 160°03′T / 0,367°N 160,05°T  | lãnh thổ chưa hợp nhất của Hoa Kỳ          |
| Đảo Malden                  | 39,3              | 13*     | 0      | 4°01′N 154°59′T / 4,017°N 154,983°T | một phần của Kiribati                      |
| Đá ngầm Filippo             | -                 | 1,5     | 0      | 5°30′N 151°50′T / 5,5°N 151,833°T   | bên ngoài EEZ (sự tồn tại không chắc chắn) |
| Đảo Starbuck                | 21                | 25      | 0      | 5°37′N 155°56′T / 5,617°N 155,933°T | một phần của Kiribati                      |
| Quần đảo Nam Line           |                   |         |        |                                     |                                            |
| Đảo Caroline                | 3,76              | 6,3     | 0      | 9°57′N 150°13′T / 9,95°N 150,217°T  | một phần của Kiribati                      |
| Đảo Vostok                  | 0,24              | -       | 0      | 10°06′N 152°25′T / 10,1°N 152,417°T | một phần của Kiribati                      |
| Đảo Flint                   | 3                 | -       | 0      | 11°26′N 151°48′T / 11,433°N 151,8°T | một phần của Kiribati                      |
| Quần đảo Line               | 514,74            | 542     | 8.809  |                                     |                                            |

* Các diện tích đầm phá được đánh dấu hoa thị bao gồm diện tích đất liền đảo, vì không giống như các rạn san hô vòng đặc trưng, vùng nước nội địa hoàn toàn kín.